# Soteska Tigrovega skoka
Soteska Tigrovega skoka (kitajsko: 虎跳峡; pinjin Hǔ tiào xiá) je slikovit kanjon na reki Džinša, primarnem pritoku zgornje reke Jangce. Leži 60 kilometrov severno od mesta Lidžjang v provinci Junan na jugozahodu Kitajske. Je del svetovne dediščine z naslovom Zavarovana območja v narodnem parku treh vzporednih rek v provinci Junan. 
Legenda pravi, da ime izvira od ujetega tigra, ki je pobegnil s skokom čez reko na najožji točki (še vedno širok 25 metrov) s pomočjo skale na sredini.
Na največji globini približno 3790 metrov od reke do gorskega vrha je soteska Tigrovega skoka ena najglobljih in najbolj spektakularnih sotesk na svetu. Prebivalci soteske so predvsem avtohtoni ljudje Naši, ki živijo v peščici majhnih zaselkov. Njihovo glavno preživljanje je pridelava žita in pohodniki.

## Geografija
Soteska je približno 15 kilometrov dolga in je tam, kjer reka prehaja med 5596 metrov visoko Snežno goro Žadastega zmaja in 5396 metrov visoko Snežno goro Haba z vrsto brzic pod strmimi 2000 m visokimi pečinami.
Reka na tem območju administrativno tvori mejo med avtonomnim okrožjem Julong Naši mesta Lidžjang (desni breg) in okrožjem Šangri-La tibetanske avtonomne prefekture Dičing (levi breg).
Soteska ne velja za plovno. V zgodnjih 1980-ih so štirje raftarji poskušali iti po soteski in jih nikoli več niso videli. Leta 1986 je prva odprava, ki je uspela prevoziti sotesko, splavala po celotni dolžini Jangceja, začenši pri visokem izviru reke ob ledeniškem jezeru Gelandandong.
Območje je bilo uradno odprto za tuje turiste leta 1993 , vendar je že v 1980-ih pritegnilo pustolovske popotnike. Uradniki nameravajo izboljšati obstoječe poti in ceste, pripeljati turistične avtobuse in več razvoja. Ti načrti vzbujajo zelo raznolike odzive lokalnega prebivalstva, od močnega nasprotovanja do močne podpore.
Na območjih v soteski Tigrovega skoka in okoli nje se pridobivajo naravni kristali.

### Podnebje
Podnebje v soteski Tigrovega skoka je na splošno blago, z obilnimi padavinami in tudi obilico sonca. Povprečna letna temperatura ima med 13 ° C in 20 ° C, brez prevelikih sprememb od pomladi do zime. Poleti temperatura zaradi nenehnega dežja pade med 10 - 26 ° C. V zimskem času visoke gore blokirajo hladen zrak s severne Kitajske, zato je večino dni še vedno toplo kot spomladi.

## Ceste in poti
Vzdolž soteske je možno pohodništvo. Pohodniška pot ('visoka cesta'), dolga približno 22 kilometrov, je dobro vzdrževana in označena, čeprav včasih ozka, včasih pa neprehodna zaradi močnega deževja in jo Naši uporabljajo kot del vsakdanjega življenja. Ta pot je daljša od 'spodnje ceste', vendar je bolj razgibana. Odlikuje ga raznolikost mikro-ekosistemov, slapov in številna gostišča za pohodnike. Gostišča niso dobro ogrevana, kar v kombinaciji z nepredvidljivo naravo visokogorskega vremena ta pohod v deževni sezoni ni priporočljiv.
Spodnja cesta, ki se začne približno 195 km od Čjaovtoja skozi sotesko, je odsek (do nedavnega preprosta mulatjera), ki prečka več slapov in je pogosto zasuta s kamni. Znano je, da nekateri deli ceste izginejo v reki spodaj. Cesta sledi Jangceju, zato je več pogledov na reko in močnejši občutek, da si v soteski kot na zgornji poti. Tam, kjer se 'visoka cesta' spusti do spodnje ceste, se lahko povzpnemo do reke blizu mesta Tigrovega skoka, točke, na kateri naj bi tiger preskočil reko. Julija 2010 je kitajska vlada sotesko zaprla za obiskovalce, ker je bila zgrajena nova spodnja cesta. Posledično ni bilo vladnih uslužbencev, ki bi zaračunali 50 juanov za vstop na pot. Domačini so za vstop na pot zahtevali 10 juanov. Številni pohodniki so kljub zapori še vedno hodili po 'visoki cesti'. Nekateri avtobusi so še naprej vozili po 'nizki cesti', čeprav so zemeljski plazovi pogosto povzročali zamude.

## Okoljski problem
Čeprav je soteska Tigrovega skoka bistveni del treh vzporednih rek v Junanu, ki je od leta 2003 na seznamu svetovne dediščine, je kitajska vlada leta 2004 predlagala hidroelektrarno na reki Džinša. Vlada province Junan je projekt leta 2007 opustila.
Podrobnosti o ukinjenem projektu sledijo:  Na drugih 12 jezovih istega projekta, ki ležijo tik zunaj meja območja svetovne dediščine, se je začela gradnja, čeprav ga državni svet ni odobril. Medijska poročila kažejo, da se je mestna vlada Lidžjanga odpovedala standardnim postopkom, da bi olajšala projekt.
Projekt bi premaknil do 100.000 ljudi na sever, predvsem manjšino Naši, na tibetansko območje z ostrim podnebjem in neznanimi pridelki, kot so ječmen in krompir kot osnovno živilo, skoraj ustavil pretok zgornje reke Jangce in nepopravljivo spremenil pokrajino soteske Tigrovega skoka. Projekt je bil opuščen decembra 2007. Ta projekt je bil povezan tudi z jezom Treh sotesk in projektom prenosa vode jug-sever, ki bi povzročil veliko okoljsko škodo in uničil na tisoče kulturnih znamenitosti.